# دين تودور
دين تودور (بالإنجليزية: Dane Tudor)‏ هو متزحلق حر أمريكي، ولد في 2 يونيو 1989 في سيدني في أستراليا.

## وصلات خارجية
- الموقع الرسمي